# Philautus annandalii
Philautus annandalii és una espècie de granota que es troba a l'Índia, el Nepal i, possiblement també, a Bhutan, Xina i Myanmar.